# Dudinská Päťdesiatka 2016
35. Dudinská Päťdesiatka – mityng w chodzie sportowym, który odbył się 19 marca w słowackich Dudincach. Impreza była kolejną w cyklu IAAF Race Walking Challenge w sezonie 2016.
W ramach zawodów o medale mistrzostw kraju w chodzie na 50 kilometrów rywalizowali Czesi, Słowacy, Polacy i Węgrzy.

## Rezultaty
| NR – rekord kraju \| WL – najlepszy tegoroczny wynik na listach światowych \| PB – rekord życiowy |

### Mężczyźni
| Konkurencja:             | 1. miejsce       | Rezultat   | 2. miejsce      | Rezultat   | 3. miejsce    | Rezultat   |
| Chód na 10 km (juniorzy) | Callum Wilkinson | 41:36 PB   | Dominik Černý   | 42:42 PB   | Arturs Makars | 43:23 PB   |
| Chód na 20 km            | Tom Bosworth     | 1:20:41 NR | Matteo Giupponi | 1:20:52 PB | Ato Ibáñez    | 1:20:54 PB |
| Chód na 50 km            | Rafał Augustyn   | 3:43:22 PB | Aleksi Ojala    | 3:46:25 PB | Adrian Błocki | 3:47:16 PB |

### Kobiety
| Konkurencja:             | 1. miejsce      | Rezultat | 2. miejsce       | Rezultat   | 3. miejsce     | Rezultat |
| Chód na 10 km (juniorki) | Teresa Zurek    | 47:25 PB | Athanasía Vaítsi | 49:57      | Carolina Costa | 51:28 PB |
| Chód na 20 km            | Eleonora Giorgi | 1:28:05  | Erica de Sena    | 1:28:22 AR | Ana Cabecinha  | 1:29:11  |